# Куза-Воде (комуна, Констанца)
Куза-Воде (рум. Cuza Vodă) — комуна у повіті Констанца в Румунії. До складу комуни входить єдине село Куза-Воде.
Комуна розташована на відстані 176 км на схід від Бухареста, 29 км на північний захід від Констанци, 128 км на південь від Галаца.

## Населення
У 2009 року у комуні проживали 3648 осіб.

## Зовнішні посилання
- Дані про комуну Куза-Воде на сайті Ghidul Primăriilor [Архівовано 25 лютого 2010 у Wayback Machine.]